# Gutieri Tomelin
Gutieri Tomelin, detto Guti (São Bento do Sul, 29 giugno 1991), è un calciatore brasiliano, difensore del Joinville.

## Carriera

### Club
Il 19 gennaio 2016 viene acquistato a titolo definitivo per 250.000 euro dalla squadra polacca dello Jagiellonia.